# اویل سیتی (میسیسیپی)
اویل سیتی (به انگلیسی: Oil City) یک منطقهٔ مسکونی در ایالات متحده آمریکا است که در شهرستان یازو، میسیسیپی واقع شده‌است. اویل سیتی ۱۰۳٫۹۴ متر بالاتر از سطح دریا واقع شده‌است.